# Поваљска листина
Поваљска листина је средњевековни ћирилични културни споменик од прворазредног значаја. Потиче из 12. века, а аутор је писар Јован. 
Документ је настаио у месту Повља, на Брачу, око 1184. године. То је вапненац дужине 124 цм и ширине 22 цм. Чува се у Сплитском музеју, док се копија налази у Шкрипу, у Брачком музеју.
Текст Повaљске листине је први објавио Фрањо Рачки 1881. године у часопису Старинае (Starine 13, JAZU, Zagreb, 197–210). 